# 白點眶鋸雀鯛
白點眶鋸雀鯛（學名：Stegastes leucostictus），又稱白點高身雀鯛，為輻鰭魚綱雀鯛科眶鋸雀鯛屬下的一個種，分布於西大西洋美國佛羅里達州至墨西哥灣北部、百慕達群島到巴西海域，深度0至10公尺，本魚體呈橢圓形而側扁，吻短而鈍圓。口中型，具頜齒，小而呈圓錐狀，眶下骨裸出，下緣具鋸齒，前鰓蓋骨後緣具鋸齒，下鰓蓋骨後緣無鋸齒，體被櫛鱗，它的顏色變化很大，但頭頂和背脊通常呈現深藍色或棕色，側面呈淡黃色，幼魚的頭部有藍色條紋和斑點，頭頂和身體前半部上部有深藍色光澤，背鰭硬棘和軟條交匯處有一個鑲藍邊黑色眼狀斑，背鰭硬棘12枚、背鰭軟條14-16枚、臀鰭硬棘2枚、臀鰭軟條12-14枚，體長可達14公分，棲息在珊瑚礁、海草床、紅樹林或岩礁，屬雜食性，以藻類及小型無脊椎動物為食，具有領域性，繁殖期時成對出現，雄魚會守護卵直到孵化，生活習性不明，可做為觀賞魚。